# 恵下田栄芳
恵下田 栄芳（えげた えいほう、1884年（明治17年）11月7日 - 1961年（昭和36年）8月21日）は、囲碁棋士で、家元井上家十六世井上因碩。井上恵下田因碩とも通称される。広島県出身、七段。本名は恵下田仙次郎。

## 経歴
安芸郡に生まれ、10歳で碁を覚える。1897年（明治30年）に大阪に移り、泉秀節に師事。1901年、十四世井上因碩（大塚亀太郎）に入門し、初段となる。1903年三段。1906年に田淵米蔵が十五世井上因碩を継ぐとこれに師事。1914年（大正元年）四段に進み、栄芳と改名。1915年に五段昇段の披露会を大阪で開き、本因坊秀哉も出席。同年、東京で秀哉らと対局。1916年に五段、大阪朝日新聞企画の東西対抗戦で、広瀬平治郎と対局。1917年には万朝報、大阪朝日新聞の棋戦に参加。
1917年に十五世井上因碩が死去すると、田淵門下で9歳年長の鴻原義太郎五段に後継の意思がなく、門下で十六世相続を1915年に関西囲碁研究会に入会していた雁金準一とすることを決議するが、これがまとまらないうちの1919年に恵下田が十六世井上因碩襲名を独断発表、十五世夫人を中心とする一門より破門されるが、翌年4月に一旦襲名を撤回して和解、12月に井上一門の推挙をもって正式に十六世を襲名する。1921年六段、同年の襲名披露会には本因坊秀哉、中川亀三郎、広瀬平治郎、雁金準一、加藤信などが出席した。続いて田村嘉平、久保松勝喜代らとともに浪花会、暁鐘会を合併して、1918年に解散していた関西囲碁研究会を再発足させる。
1924年の碁界大合同による日本棋院設立の準備委員会に招聘されるが、免状発行権の放棄を拒否し参加しなかった。1926年七段。以後神戸を拠点として活動。1961年没。門下に在阪時の関山利一、井上義孝、潮伊一郎。十七世跡目に高川格を候補としていたともいう。

## 戦績
1915年の関西棋士による播磨氏寄贈金盃五人抜勝継碁で五人抜きを果たす。1917年の東西対抗戦では秀哉と二子局を打ち、3目負け。1920年には秀哉に中押勝ち（二子）。